# Nationaal park Isangano
Het nationaal park Isangano is een nationaal park in de Northern Province in Zambia. Het park heeft een oppervlakte van 840 km² en werd uitgeroepen tot nationaal park in 1972. Het raakte in verval door problemen veroorzaakt door menselijke bewoning en gebrek aan geld. Dit heeft geresulteerd in weinig wild in het park. In juli 2007 werden stappen ondernomen om deze problemen aan te pakken.

## Geografie
Het park heeft een oppervlakte van 840 km² ligt in de districten Luwingu en Kasama in de Northern Province. Het terrein bestaat voornamelijk uit riviervlakten, met moerasbossen en graslanden. Het park maakt deel uit van de Bangweulu-moerassen, en het wordt in het oosten begrensd door de Chambeshi en in het westen door de Bangweulu Flats. Het heeft een hoogte van 1100 meter.

## Geschiedenis
Nationaal park Isangano werd in 1957 een beschermd reservaat. Het kreeg de status van nationaal park in 1972 onder wettelijk besluit nummer 42. Nadat het park de status van nationaal park kreeg, raakte het in verval door gebrek aan financiële steun, gebrek aan infrastructuur, stroperij en illegale menselijke nederzettingen. In juli 2007 begon de regering van Zambia stappen te ondernemen om illegale kolonisten in het park uit te zetten onder de resolutie van het Provincial Development Coordinating Committee. Dit werd gedaan zodat het park opnieuw kon worden opgezet en bevolkt met wilde dieren.

## Fauna
Er zijn weinig wilde dieren in het nationale park vanwege de illegale menselijke nederzettingen en hun jacht. Naast de vele trekkende dieren en watervogels worden ook ander dieren in het park gezien, zoals de zwarte lechwe, rietbok, oribi en sitatoenga.